# 中野清香
中野 清香（なかの さやか、1985年4月20日 - ）は、日本の元女子バレーボール選手。

## 来歴
宮城県泉市（現:仙台市泉区）出身。実姉の影響で小学2年よりバレーボールを始める。
古川学園高校在校時には、春高バレーなどで活躍した。東北福祉大学在学時には、東アジア地区バレーボール選手権大会などで活躍。
2008年三洋電機レッドソアに入団し、2008/09V・チャレンジリーグでは新人賞に輝いた。2010/11Vチャレンジリーグでは得点王に輝いた。
2011年5月に三洋電機レッドソアを退団し、同年10月、仙台ベルフィーユに移籍し、同チームの主将を務めることとなった。
2017年6月、仙台ベルフィーユのチーム消滅とともに現役引退。

## 受賞歴
- 2009年 - 2008/09 チャレンジリーグ 新人賞
- 2011年 - 2010/11 チャレンジリーグ 得点王（最多得点）

## 所属チーム
- 南光台小（南光台リリーズ）
- 南光台中
- 古川学園高等学校（2001-2004年）
- 東北福祉大学（2004-2008年）
- 三洋電機レッドソア（2008-2011年）
- 仙台ベルフィーユ（2011-2017年）